# Great News
Great News ist eine US-amerikanische Comedy-Fernsehserie, die erstmals am 25. April 2017 beim Sender NBC ausgestrahlt wurde. Am 11. Mai 2018 wurde die Serie nach zwei Staffeln abgesetzt.

## Inhalt
Die Serie, angesiedelt in der Welt der Fernsehnachrichten, folgt einer aufstrebenden Nachrichtenproduzentin, die sich mit einer neuen Praktikantin herumschlagen muss: ihrer eigenen Mutter.

## Besetzung

### Hauptbesetzung
- Briga Heelan als Katherine „Katie“ Wendelson
- Andrea Martin als Carol Wendelson
- Adam Campbell als Greg Walsh
- Nicole Richie als Portia Scott-Griffith
- Horatio Sanz als Justin
- John Michael Higgins als Chuck Pierce

### Nebenbesetzung
- Tracey Wigfield als Beth Vierk
- Sheaun McKinney als Wayne
- Brad Morris als Gene
- Stewart Skelton als Dave Wendelson
- Vicki Lawrence als Angie Deltaliano
- Sarah Baker als Joyce Vickley
- Adam Countee als Chip
- Dave Hill als Chet
- Ana Gasteyer als Kelly
- Rachel Dratch als Mary-Kelly
- Christina Pickles als Mildred Marlock (Staffel 1)
- Tina Fey als Diana St. Tropez (Staffel 2)
- Reid Scott als Jeremy (Staffel 2)
- Jim Rash als Fenton Pelt (Staffel 2)

## Produktion und Ausstrahlung
Die Sitcom, die Tracey Wigfield erfand, wurde für den US-amerikanischen Fernsehsender NBC produziert. Am 25. April 2017 startete die erste Staffel. Die Serie wurde während der Ausstrahlung der ersten Staffel um eine zweite Staffel verlängert, die ab dem 28. September 2017 ausgestrahlt wurde. Am 11. Mai 2018 wurde die Serie aufgrund von niedrigen Einschaltquoten abgesetzt.
Die deutschsprachige Erstausstrahlung erfolgte beim kostenpflichtigen VOD-Streamingdienst Netflix. Während die erste Staffel am 25. April 2019 veröffentlicht wurde, wurde die zweite Staffel fünf Monate später am 29. September 2019 zur Verfügung gestellt. Die Free-TV-Ausstrahlung beider Staffeln erfolgte vom 10. Dezember 2019 bis zum 18. Februar 2020 auf dem kurz zuvor gestarteten Fernsehsender Joyn Primetime.